# Галківська сільська рада
Галківська сільська́ ра́да — колишній орган місцевого самоврядування в Роменському районі Сумської області. Адміністративний центр — село Галка.

## Загальні відомості
- Населення ради: 548 осіб (станом на 2001 рік)

## Населені пункти
Сільській раді були підпорядковані населені пункти:
- с. Галка
- с. Плужникове

## Склад ради
Рада складалася з 12 депутатів та голови.
- Голова ради: Кузьменко Руслан Вікторович
- Секретар ради: Жадько Валентина Вікторівна

### Керівний склад попередніх скликань
| Прізвище, ім'я, по батькові | Основні відомості                                                              | Дата обрання | Дата звільнення |
| --------------------------- | ------------------------------------------------------------------------------ | ------------ | --------------- |
| Парафійник Наталія Іванівна | Сільський голова, 1962 року народження, Всеукраїнське об'єднання «Батьківщина» | 26.03.2006   | 31.10.2010      |
| Кузьменко Руслан Вікторович | Сільський голова, 1981 року народження, освіта вища, член Партії регіонів      | 31.10.2010   |                 |

Примітка: таблиця складена за даними сайту Верховної Ради України